# Evoluon
Het Evoluon is een discusvormig gebouw in de Nederlandse stad Eindhoven, ontworpen door de architecten Louis Kalff en Leo de Bever. De futuristische op een vliegende schotel gelijkende koepel meet 77 m in diameter en het beton van de koepel wordt door 169 kilometer spankabel op zijn plaats gehouden.
Het gebouw wordt gebruikt voor tentoonstellingen en als congres- en evenementencentrum. Het is in 2018 aangewezen als rijksmonument.

## Geschiedenis
Het Evoluon werd gebouwd als uithangbord voor de technologische vooruitgang en dan met name die aspecten daarvan waarbij het van oorsprong Eindhovense bedrijf Philips betrokken was. Het gebouw werd in 1966 ter gelegenheid van het 75-jarig bestaan van Philips aan de stad Eindhoven 'aangeboden'.

### Museum
Het gebouw is van 1966 tot 1989 als educatief technologiemuseum in gebruik geweest en trok tot in de jaren 70 grote bezoekersaantallen. Dit kwam mede omdat de bezoekers zelf mochten experimenteren en demonstratiemodellen konden bedienen. Dat was toen nog nieuw en vooral aantrekkelijk voor scholieren en andere jeugdigen. Veel scholen organiseerden traditioneel eenmaal per jaar een 'reisje Evoluon'. Het was onderdeel van een NS-dagtocht. Bovendien waren er in Nederland nog geen concurrerende techniekmusea.
In de jaren 70 en 80 kwamen echter ook in andere steden dergelijke op techniek gerichte publieksmusea zoals in Amsterdam (eerst NINT en later NEMO). Hierdoor liepen de bezoekersaantallen van het Evoluon elk jaar terug. De exploitatie en actualisering van de opstelling kostte veel geld en ten slotte kwam men in de rode cijfers. Ook met Philips (eigenaar van het gebouw) ging het in die jaren niet geweldig en het concern stootte bij grootscheepse reorganisaties veel onrendabele takken af. Volgens Philips werd het te kostbaar om de tentoonstellingen voldoende te actualiseren. Ondanks veel protest besloot de concern-directie, na jaren van geld toeleggen op het Evoluon, de tentoonstelling in het gebouw te sluiten en vanaf 1989 had het geen publieksfunctie meer.

### Congres- en evenementencentrum
Daarna werden er op het omliggende terrein verschillende nieuwe gebouwen opgeleverd en sinds 1996 is het Evoluoncomplex een congres- en evenementencentrum.
Vanaf 2004 tot 11 maart 2013 was de Stichting Vrienden van het Evoluon actief. Deze stichting streefde ernaar het Evoluon te herstellen als icoon voor technologie en vooruitgang. Op 27 februari 2018 werd de stichting opnieuw opgericht.
Per zomer 2012 wilde Philips het gebouw weer voor (tijdelijke) tentoonstellingen gebruiken. In dat jaar werd de aftrap gegeven met een expositie over het menselijk brein, in samenwerking met Discovery Center Continium in Kerkrade. Daarna volgden meer evenementen in samenwerking met Continium, alsmede met NEMO en met Technopolis in Mechelen (België).
In oktober 2013 gaf de Duitse band Kraftwerk vier 3D-concerten in het Evoluon, elk bijgewoond door 1200 toeschouwers. De zaal was daartoe persoonlijk uitverkoren door Kraftwerk-oprichter Ralf Hütter, vanwege het retro-futuristische uiterlijk van het gebouw en de relatie met Philips. 3D-animaties waarin de schotelsectie van het gebouw afdaalde uit de ruimte, maakten deel uit van het nummer Spacelab.
In het najaar van 2014 werd in het Evoluon het programma SlimmerIQen van RTL 4 opgenomen.
In de film De familie Slim uit 2017 vindt de uitvindersbeurs Inventicon in het Evoluon plaats.
Het Evoluon is een van de opnamelocaties van de film De club van lelijke kinderen (2019).
StukTV heeft in 2022 in seizoen 4 van het YouTube-programma "De Kluis" het Evoluon als bankgebouw gebruikt.

### Het nieuwe Evoluon
Sinds 2022 is het Evoluon heropend als het Next Nature Museum onder de leiding van de Stichting Next Nature Network. Deze stichting richt zich op het onderzoeken van de impact van technologie op ons leven en de planeet. Door middel van tentoonstellingen, educatieve programma's voor scholen en programma's voor bedrijven maakt Next Nature in het Evoluon mogelijke toekomstscenario's tastbaar voor een breed publiek.
In het najaar van 2021 werd de eerste attractie geopend, namelijk een virtual reality (VR) tijdmachine waarmee bezoekers miljarden jaren vooruit in de tijd kunnen reizen. In 2022 werd de eerste tentoonstelling RetroFuture: de toekomst van gisteren geopend. In 2023 volgde de tweede tijdelijke tentoonstelling Spacefarming: de toekomst van voedsel. Op 14 februari 2025 werd de tentoonstelling Digital Wellness Center hier aan toegevoegd. Voor 2028 staat de opening gepland van de permanente tentoonstelling Enter Spaceship Earth. Next Nature herpositioneert dit historische rijksmonument als een trainingscentrum voor de bemanning van Ruimteschip Aarde. De training van deze bemanning omvat de voorbereiding van individuen om de diverse uitdagingen en verantwoordelijkheden aan te pakken die gepaard gaan met duurzaam en verantwoord leven op onze planeet. Door de Aarde te beschouwen als een ruimteschip dat door het heelal beweegt, wordt benadrukt dat we voorzichtig moeten omgaan met de beperkte hulpbronnen, grondstoffen en kwetsbare ecosystemen om het welzijn van alle bewoners te waarborgen. De ambitie is om jaarlijks minstens 100.000 bezoekers te verwelkomen en de impact van de training te monitoren.

## Galerij

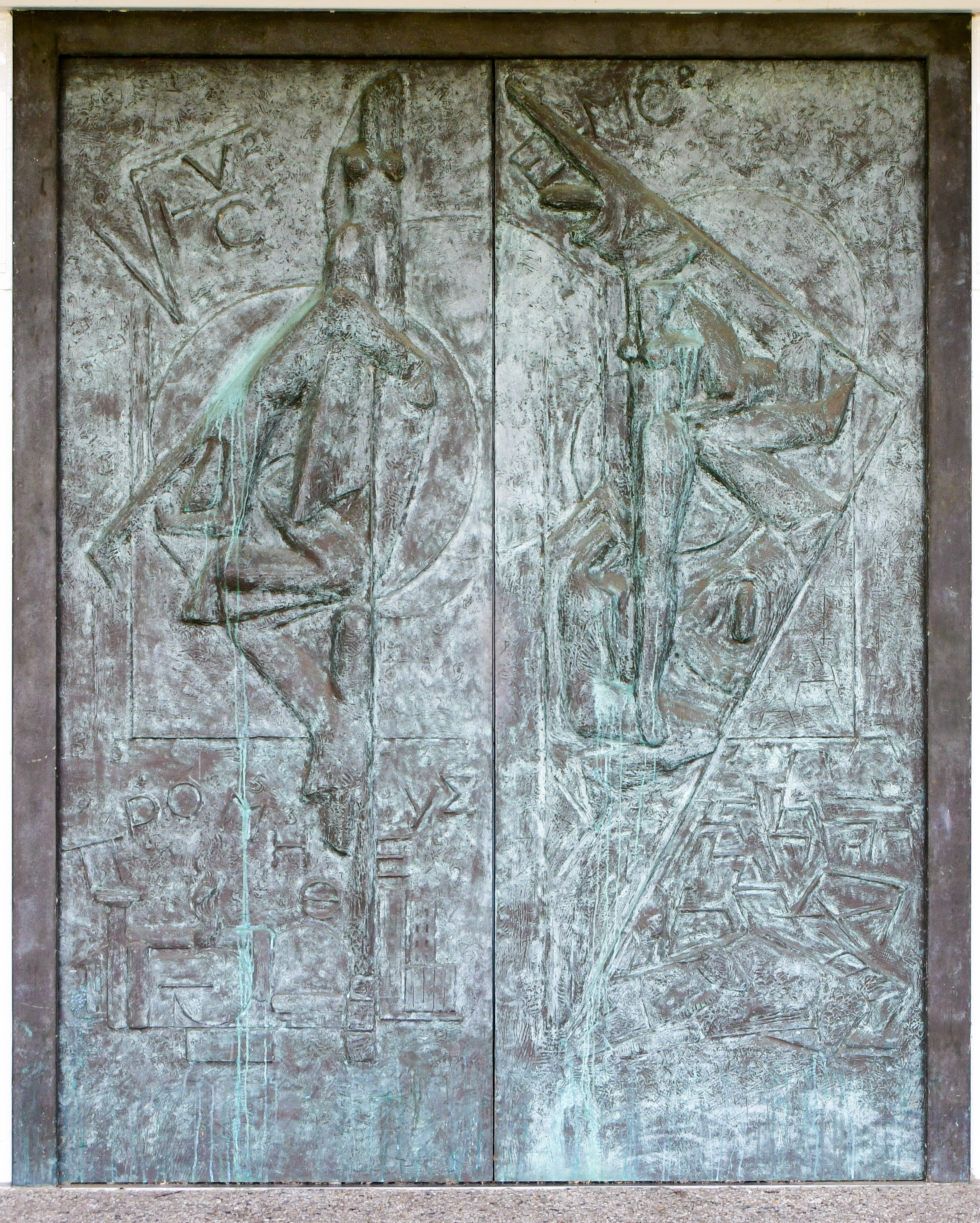
De toegangsdeuren zijn een kunstwerk van Fred Carasso
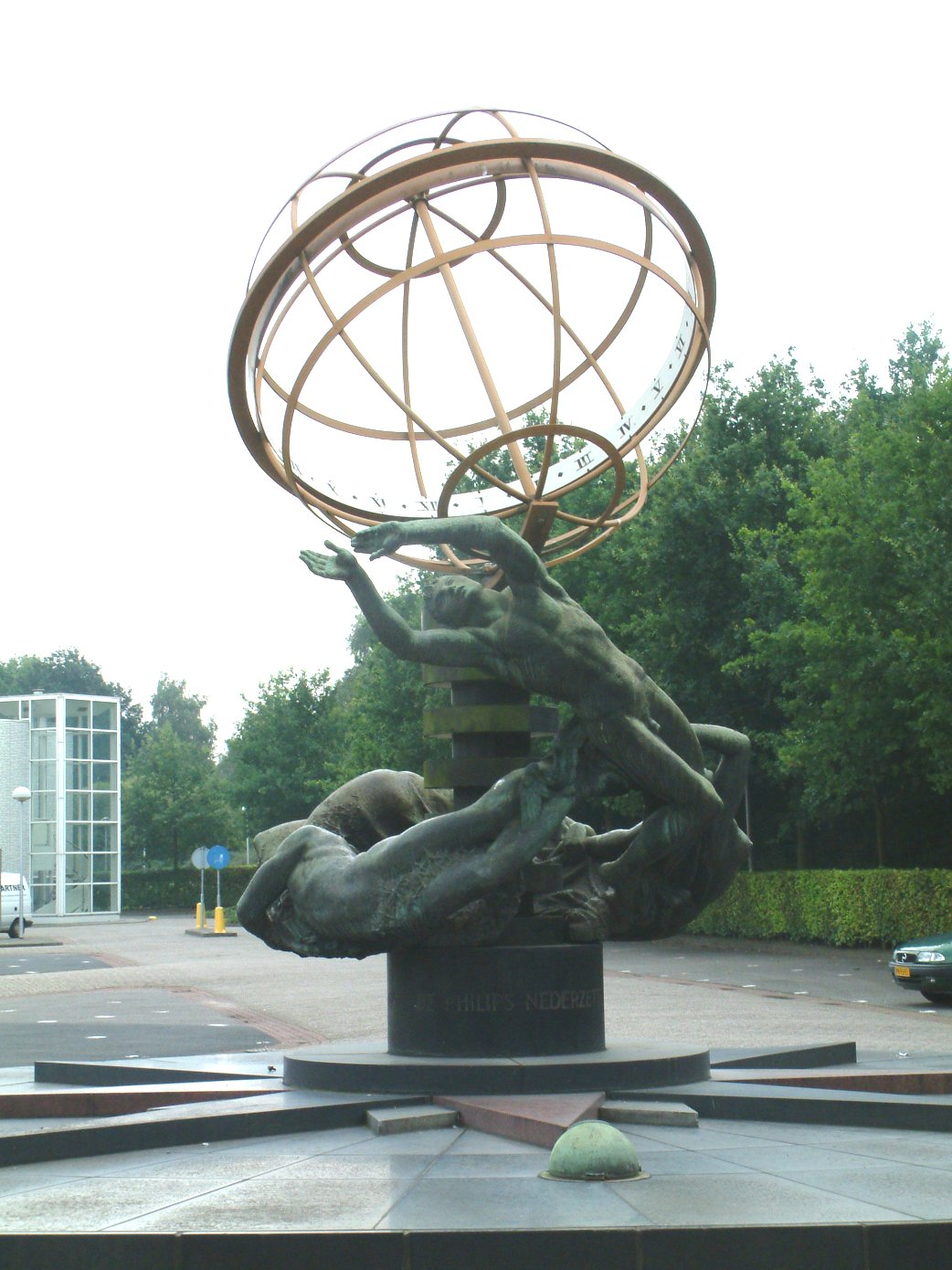
Het standbeeld de Zonnewijzer van Fred Carasso
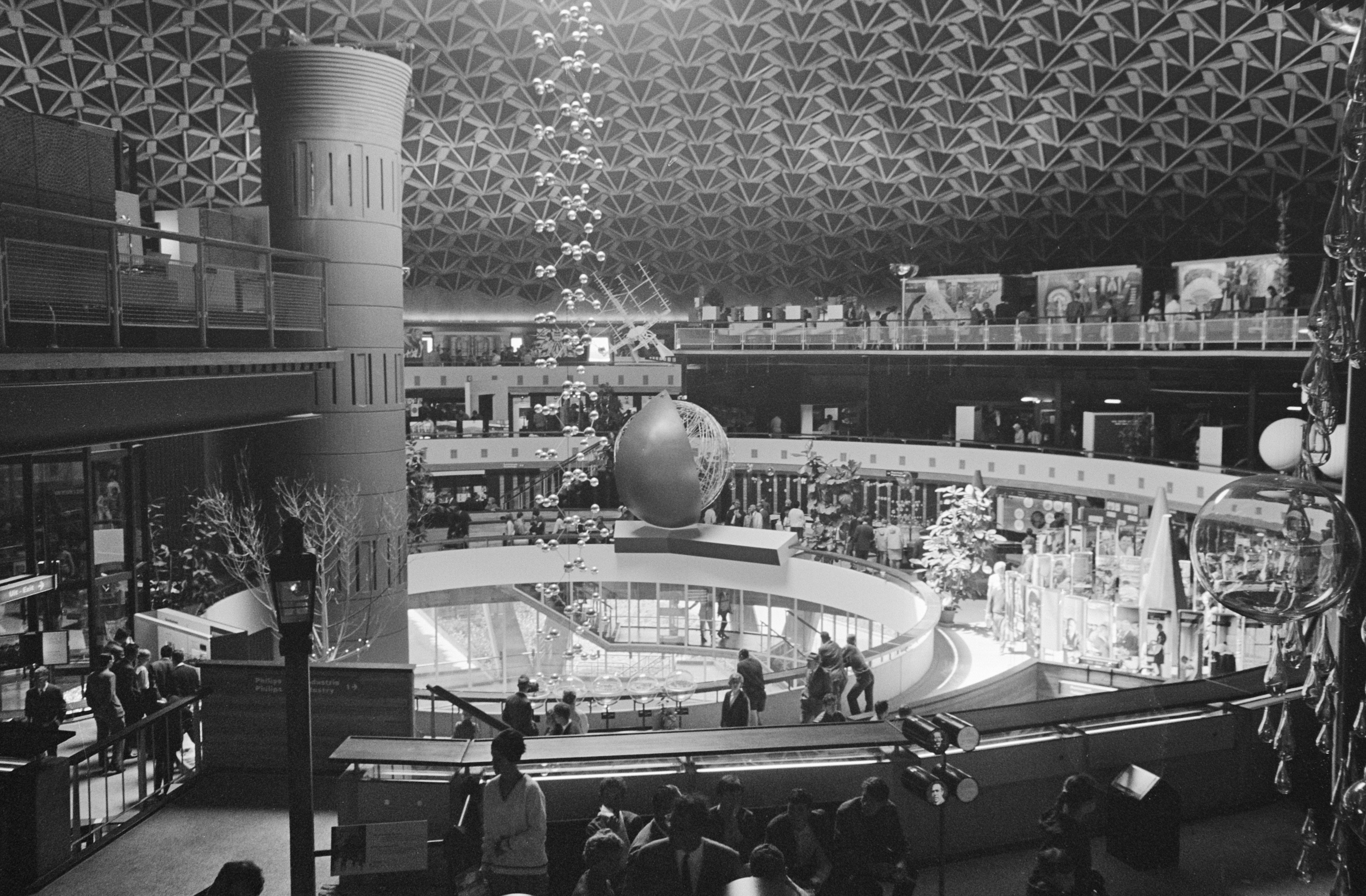
Interieur in 1968
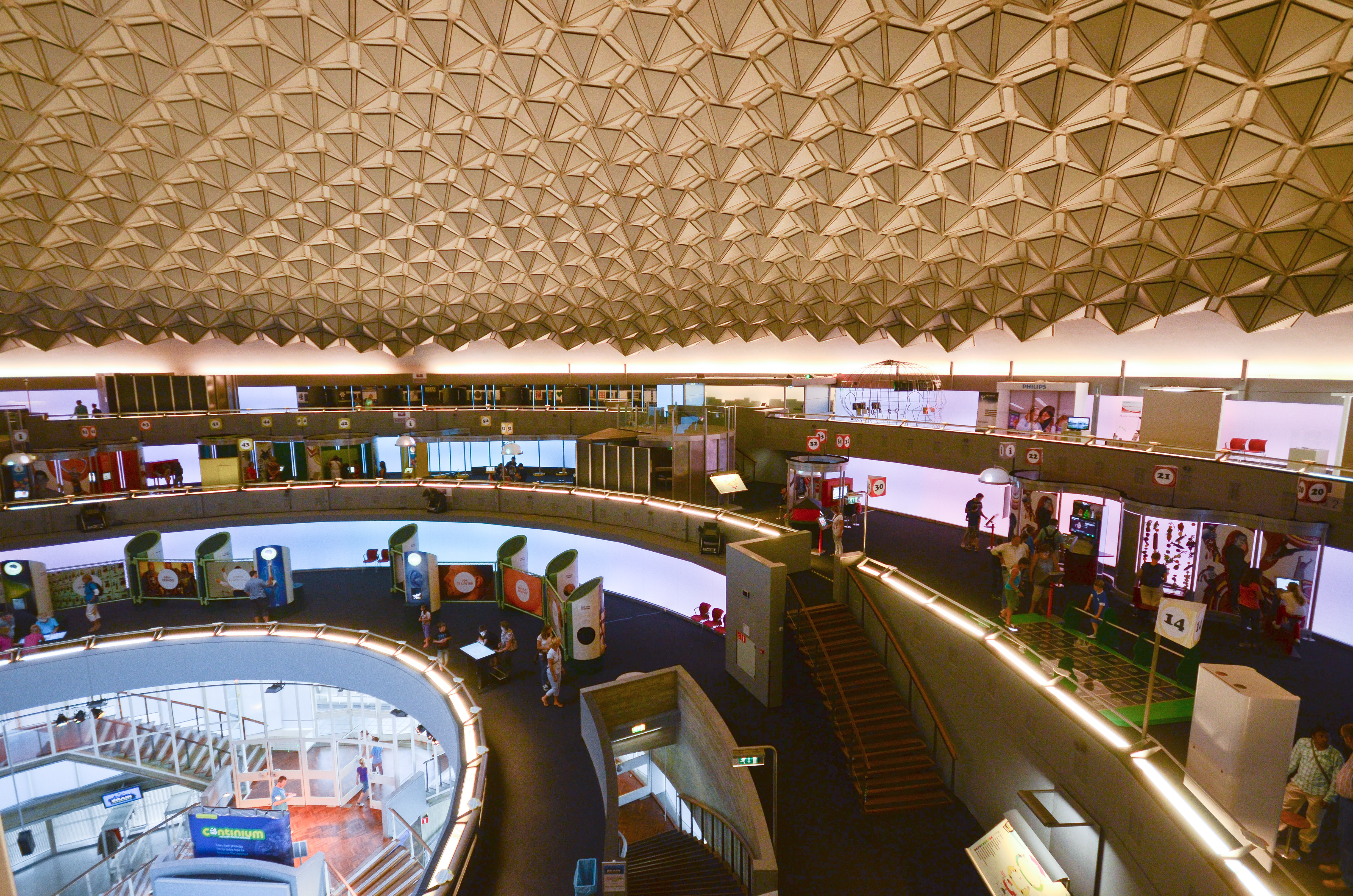
Interieur in 2012
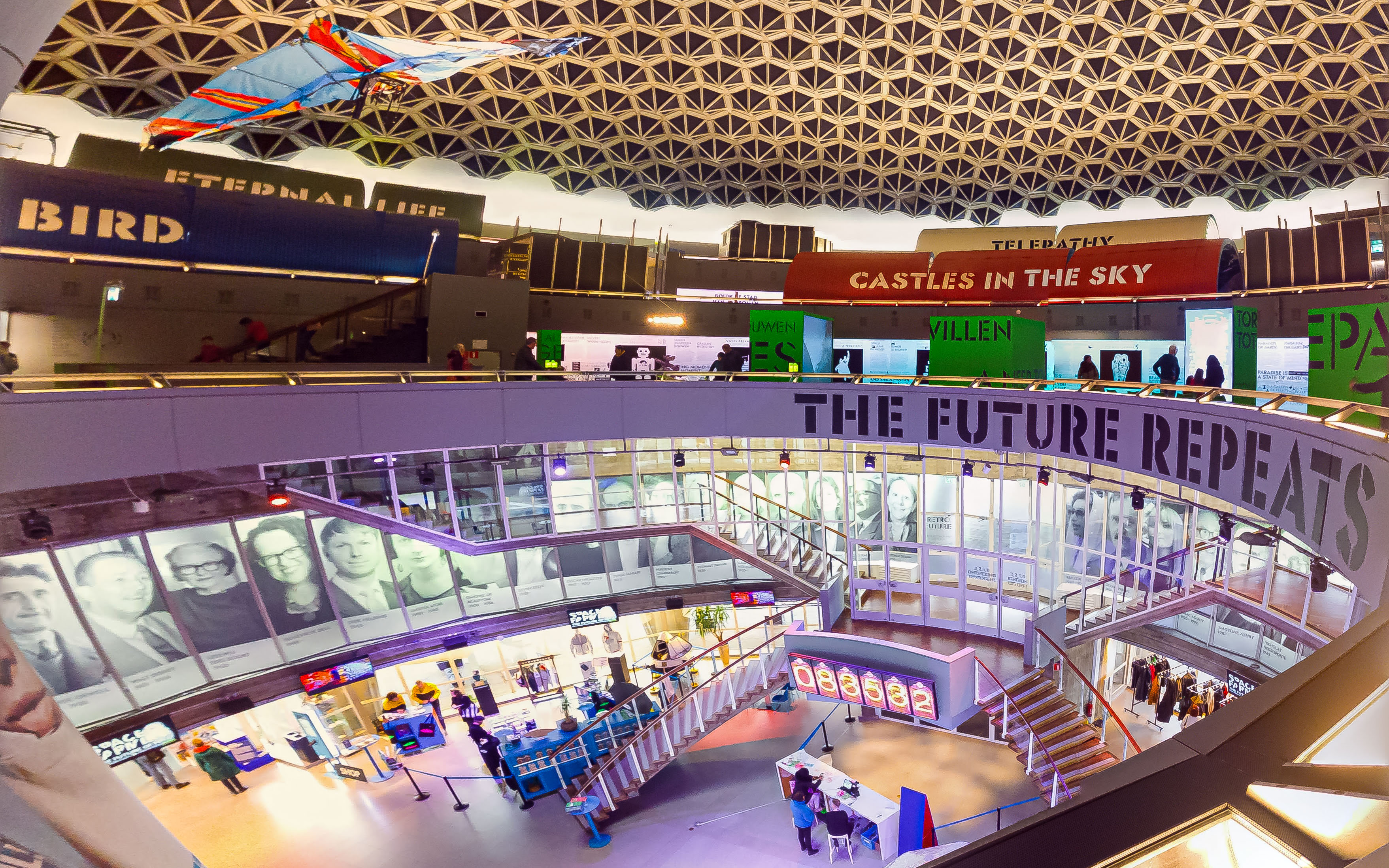
Tentoonstelling Retrofuture ten tijde van Dutch Design Week 2023
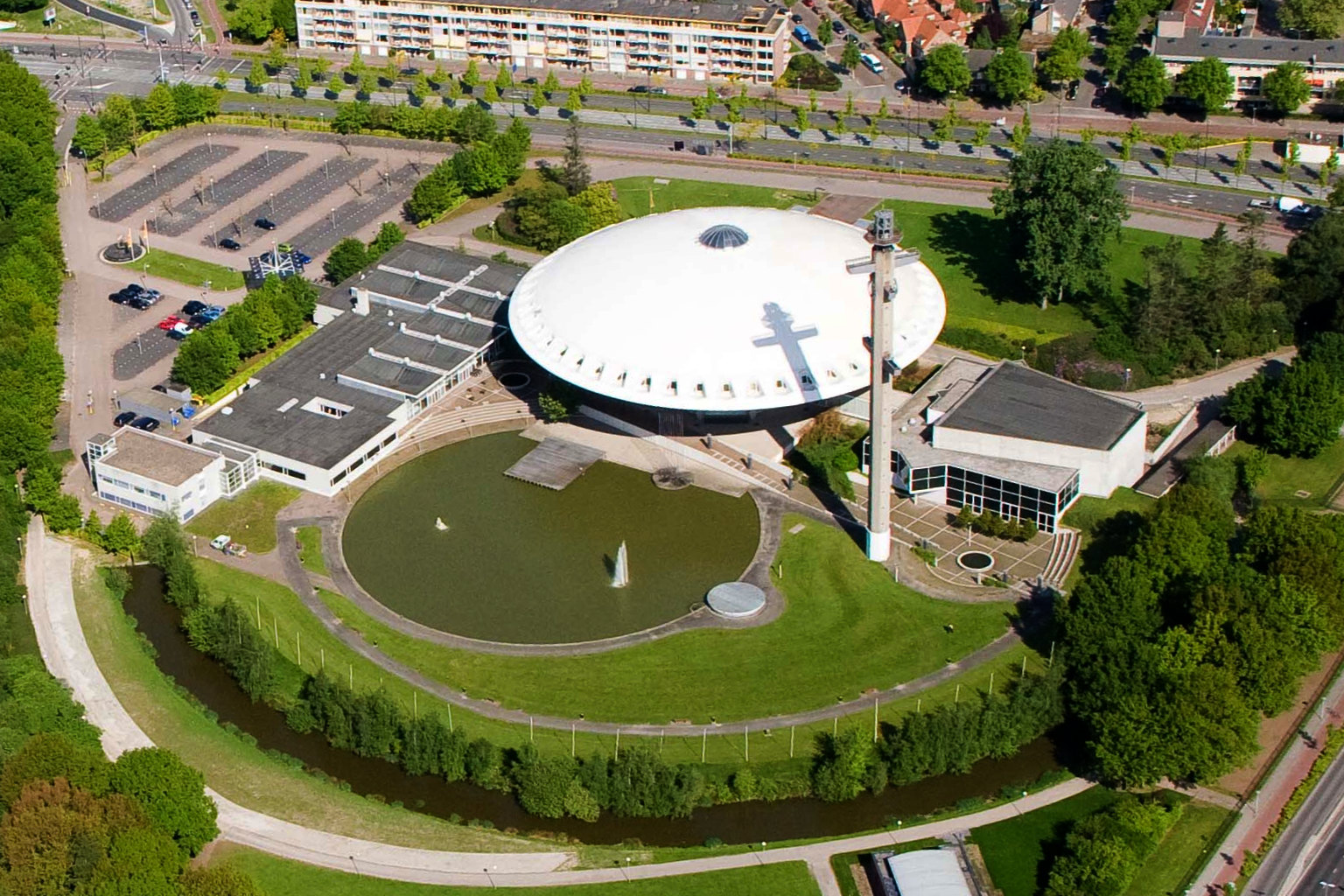
Luchtfoto van het Evoluon